# Viktor Wiklund
Viktor Wiklund (Ånimskog, 1 maart 1874 – Stockholm, 1 oktober 1933) was een Zweeds pianist en dirigent.

## Achtergrond
Viktor Wiklund werd geboren in een muzikaal gezin van Peter Johan Wiklund en Kristina Lindberg. Viktors broer Adolf Wiklund werd eveneens pianist en dirigent. Vader was organist en leraar in Karlsborg, alwaar Viktor Wiklund opgroeide. Hij huwde in 1900 Hedvig Maria Edgren (6 augustus 1876 – 3 mei 1962), begenadigd violiste en viooldocente, die eveneens had gestudeerd aan het conservatorium van Stockholm en nog wel bij Tor Aulin. Viktor, diens vrouw Hedvig en Adolf met vrouw Ingrid Viola liggen begraven in een familiegraf in Stockholm.

## Muziek
Viktor Wiklund studeerde kerkorgel bij Oscar Bolander, kerkzang en muziekdocent aan het Conservatorium in Stockholm. Later studeerde hij nog contrapunt en piano bij onder meer Richard Andersson in Stockholm. Na die studie werd hij zelf muziekdocent aan genoemd conservatorium en kreeg in 1918 de titel professor. Daarvoor trad hij op als begeleider en was ook repetitor bij diverse orkesten. Hij as 1915 tot 1924 dirigent van de Musikforeningen i Stockholm, waarbij hij werken van grote componisten als Anton Bruckner, Edward Elgar en Georg Friedrich Händel niet schuwde. Hij was tevens enige tijd cantor in de Johanneskerk in Stockholm.  